# Djabal Sjams
De Djabal Sjams (Arabisch: جبل شمس; "berg van de zon") is de hoogste berg van het Hadjargebergte in het noordwesten van Oman. Het vormt onderdeel van het bergmassief Djabal Achdar en heeft een hoogte van ongeveer 3000 meter: metingen variëren tussen de 2980 en 3075 meter. De berg ligt op ongeveer 240 kilometer van de hoofdstad Masqat.
In de zomer schommelt de temperatuur er rond de 20°C en in de winter blijft deze net boven het vriespunt.

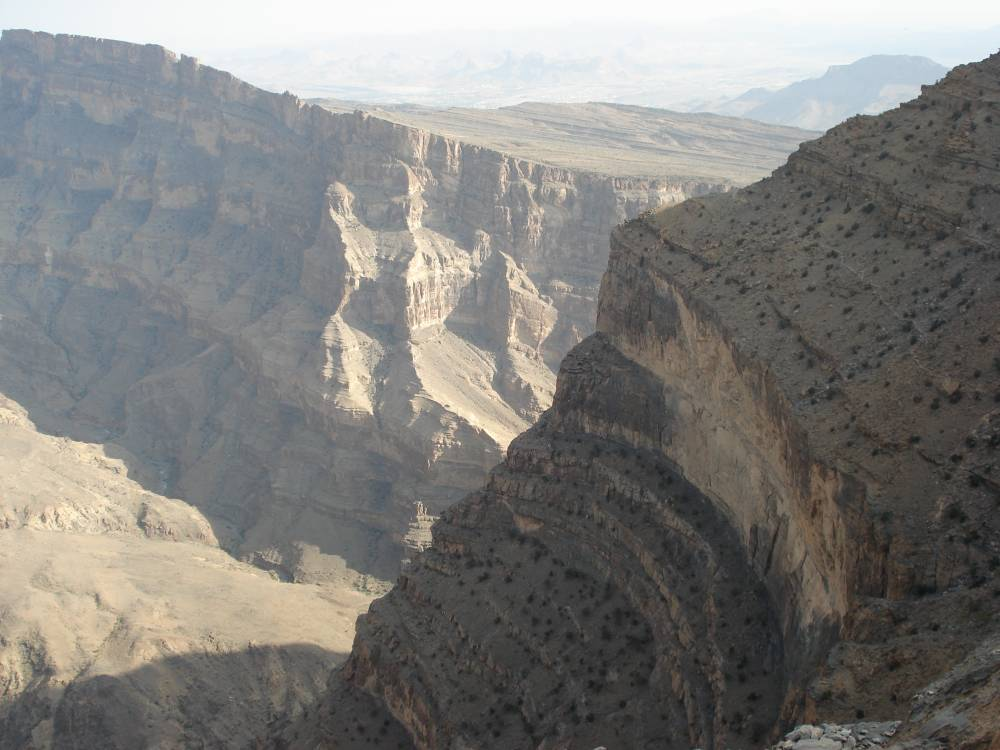
gezicht vanaf de top
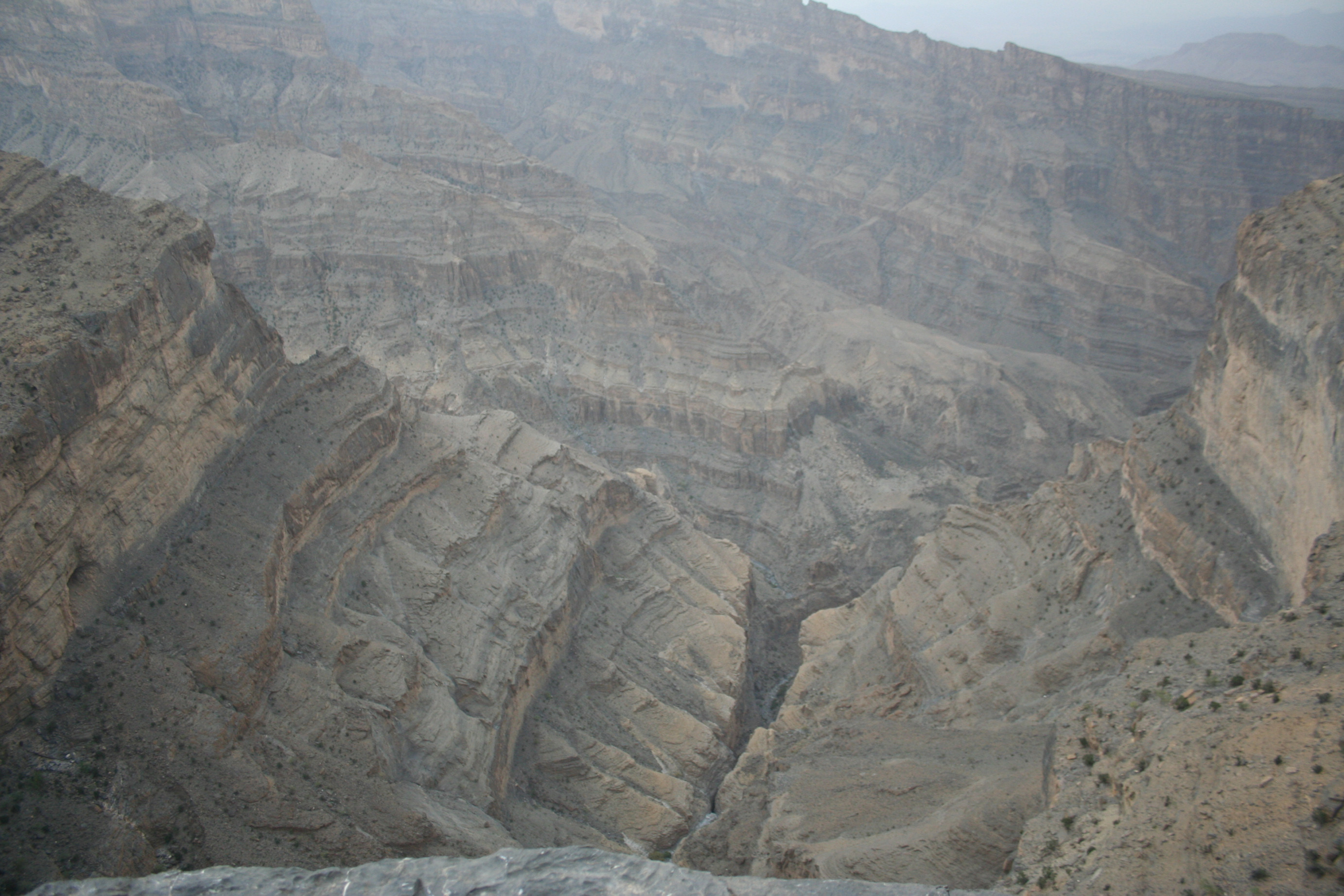
een nauwe kloof gezien vanaf de Djabal Sjams
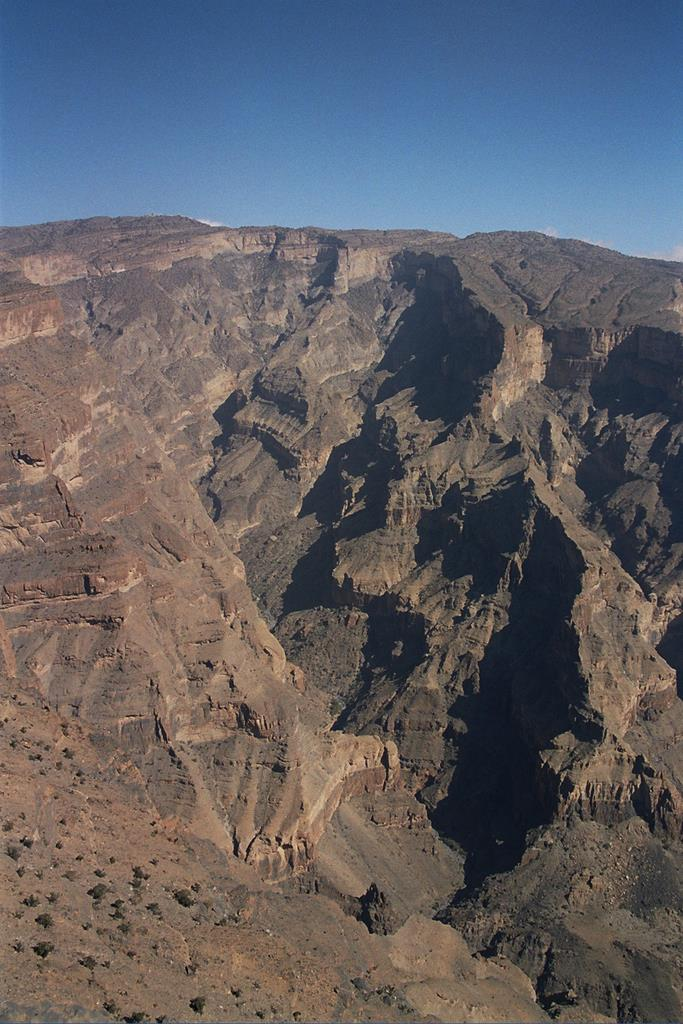
grote kloof